# Camellia changningensis
Camellia changningensis là một loài thực vật có hoa trong họ Theaceae. Loài này được F.C.Zhang, W.R.Ding & Y.Huang mô tả khoa học đầu tiên năm 1990.